# جبل بينيا
جبل بينيا (تلفظ بالإسبانية: ‎/ˈpeɲa ðe βeɾˈnal/‏؛ بالإنجليزية: صخرة بيرنال أو قمة بيرنال) هو 433-متر (1,421 قدم) صخر أحادي، واحد من أطول الصخور في العالم.
يقع في سان سيباستيان بيرنال, بلدة صغيرة في ولاية كيريتارو المكسيكية. إنه واحد من أشهر المواقع السياحية بالقرب من عاصمة سانتياغو دي كيريتارو.
تشير الدراسات الجيولوجية إلى أن الصخرة هي النواة المكشوفة لبركان قديم. بعد انقراضه، أصبحت الحمم في الداخل صلبة وتآكل معظم باقي البركان على مدى ملايين السنين. الحمم المتصلبة التي تبقى هي ما يشكل ويشكل الصخرة الأحادية.
كان يُعتقد في وقت سابق أن هذا الصخر البورفيري تكون خلال الفترة الجوراسية. ولكن تحليل كيميائي حديث من قبل باحثين في الجامعة الوطنية المستقلة في المكسيك قد حدد أنه أصغر بكثير، وربما تكون قد تشكلت منذ حوالي 8.7 مليون سنة.
يقوم العديد من الأشخاص بأداء الحج إلى الكنيسة الصغيرة الموجودة في أعلى النقطة الممكن الوصول إليها من خلال رياضة المشي.